# Bobotov Kuk
Bobotov Kuk (Cyrilisch: Боботов Кук) is een berg in het noorden van Montenegro. Met 2522 meter is het de hoogste top van het Durmitor berggebied en het werd lange tijd gezien als het hoogste punt van Montenegro. Er zijn drie toppen op de grens met Albanië die hoger blijken te zijn. Vanaf de Bobotov Kuk zijn veel omringende bergen te zien, waaronder Kopaonik, Lovćen, Tara en Maglić.

## Geschiedenis
Door het ruige gebied, de afgelegen ligging en de strijd tegen de Ottomanen heeft het lang geduurd voordat de Durmitor in kaart werd gebracht. De Bobotov Kuk werd laat ontdekt. De eerste beschrijving was van Ami Boué in het boek La Turquie d'Europe; observations sur la geographie, la géologie, l'histoire naturelle, la statistique, les moeurs, les coutumes, l'achéologie, l'agriculture, l'industrie, le commerce, les gouvernements divers, le clergé, l'histoire et l'etat de cet empire. De eerste beklimming werd gedaan door de Oostenrijker Oscar Baumann in 1883. De jaren daarna werd het gebied verder onderzocht en werden er zeldzame bloemsoorten ontdekt.

## Beklimmen
De Bobotov Kuk kan in ongeveer tien uur beklommen worden. De route is gemarkeerd en er kan gestart worden vanuit Zabljak. De route is alleen geschikt voor ervaren bergwandelaars.